# Dieter Hoeneß
Dieter Hoeneß (alternatieve spelling: Hoeness), (Ulm, (Baden-Württemberg), 7 januari 1953) is een Duits voormalig voetballer en is nu de manager van de Duitse voetbalclub VFL Wolfsburg.
Dieter Hoeneß speelde op amateurniveau bij VfB Ulm en SSV Ulm 1846 voordat hij een professionele carrière begon in de Bundesliga bij VfB Stuttgart. Daar speelde hij tussen 1975 en 1979, waarvan de eerste twee jaar in de 2. Bundesliga. Daarna werd hij verkocht aan Bayern München. Met die club beleefde Hoeneß zijn meest succesvolle tijd: hij werd vijf keer kampioen van de Bundesliga (1980, 1981, 1985, 1986 en 1987) en hij won drie keer de Duitse Beker (1982, 1984 en 1986). De aanvaller, wiens kracht zijn hoofd was, scoorde 127 goals in 258 competitie wedstrijden, voordat hij zijn carrière eindigde in 1987.
Tussen 1979 en 1986 speelde Hoeneß ook nog zes keer voor "die Mannschaft" (het Duitse nationale elftal), waarvoor hij 4 keer scoorde. Hij nam ook deel aan het wereldkampioenschap in Mexico, in 1986, samen met Duitsland, waar ze eindigde als tweede omdat ze verloren van Argentinië. Hoeneß kreeg die wedstrijd een onderscheiding, omdat hij de oudste speler in de finale was, met 33 jaar en 173 dagen.
Nadat hij gestopt was met voetballen werd hij PR manager bij het computerbedrijf Commodore, dat op dat moment hoofdsponsor was van Bayern München. Tussen 1990 en 1995 was hij de manager van zijn voormalige voetbalclub, VfB Stuttgart. In 1996 werd hij vicepresident van Hertha BSC waar hij, na een jaar, aantrad als manager. In 2009 werd hij daar opgevolgd door Michael Preetz.
Dieter Hoeneß is de broer van Uli Hoeneß, die ook een succesvolle voetballer in de Bundesliga was. Ook is hij de vader van trainer Sebastian Hoeneß.